# Шацьких Максим Олександрович
Макси́м Олександрович Ша́цьких (узб. Shatskix Maksim Aleksandr o‘g‘il; нар. 30 серпня 1978, Ташкент, Узбецька РСР, СРСР) — узбецький футболіст з українським громадянством, нападник. Найбільш відомий за виступами у складі київського «Динамо» та національної збірної Узбекистану.

## Клубна кар'єра

### Рання кар'єра
Вихованець футбольної школи «Пахтакора» (Ташкент), у структурі якого знаходився з восьми років. На одному з юнацьких турнірів 15-річного Максима навіть примітив скаут «Тоттенхема», проте далі інтересу справа не пішла. І Шацьких з резервістами «Пахтакора» грав у першості міста, часто відзначаючись голами.
В 1995 році місцева приватна компанія створила в другій лізі футбольний клуб ЮТКО, у який перший тренер Макса Сергій Ковальов взяв 16-17-річних хлопців зі свого випуску і почав грати з ними в нижчому професійному дивізіоні. Капітаном команди став Шацьких, який забив 22 м'ячів в 34 матчах.
Вдалі виступи молодого футболіста помітив клуб «Чіланзар», який в ту пору якраз грав у фінальному турнірі за вихід у вищу лігу. Ташкентська команда орендувала Максима на вирішальні матчі, і той забив кілька найважливіших м'ячів, завдяки яким і вдалося вирішити завдання підвищення в класі.
Втім, Шацьких так і не зіграв в узбецькій вищій лізі. Він вирішив спробувати сили в російському футболі, перейшовши у «Сокол-ПЖД». У Саратові він відразу заграв в команді під керівництвом Олександра Корєшкова, але вже на початку свого першого дорослого сезону отримав травму і не зміг закріпитися в клубі. Залишок сезону 18-річний нападник провів у скромному «Торпедо» (Волзький). Команда не ставила високих цілей, зате в ній юний російський узбек знайшов свого тренера — Володимир Деркач довіряв Максиму, і він відповідав старанністю і хорошою грою. Сезон 1996 року Шацьких дограв у Волзькому, а потім, слідом за Деркачем, перейшов в тольяттинську «Ладу». У першому ж матчі за нову команду, 3 липня 1997 року, Максим забив свій перший м'яч — в Раменському у ворота «Сатурна».
У сезоні 1999 року Шацьких захищав кольори Іжевського «Газовика-Газпром», після чого перейшов в калінінградську «Балтику», куди його покликав все той же Деркач. В Балтиці 20-річний форвард за півсезону забив 5 м'ячів у чемпіонаті, а в кубку Росії зробив хет-трик у ворота смоленського «Кристалу».

### «Динамо» (Київ)

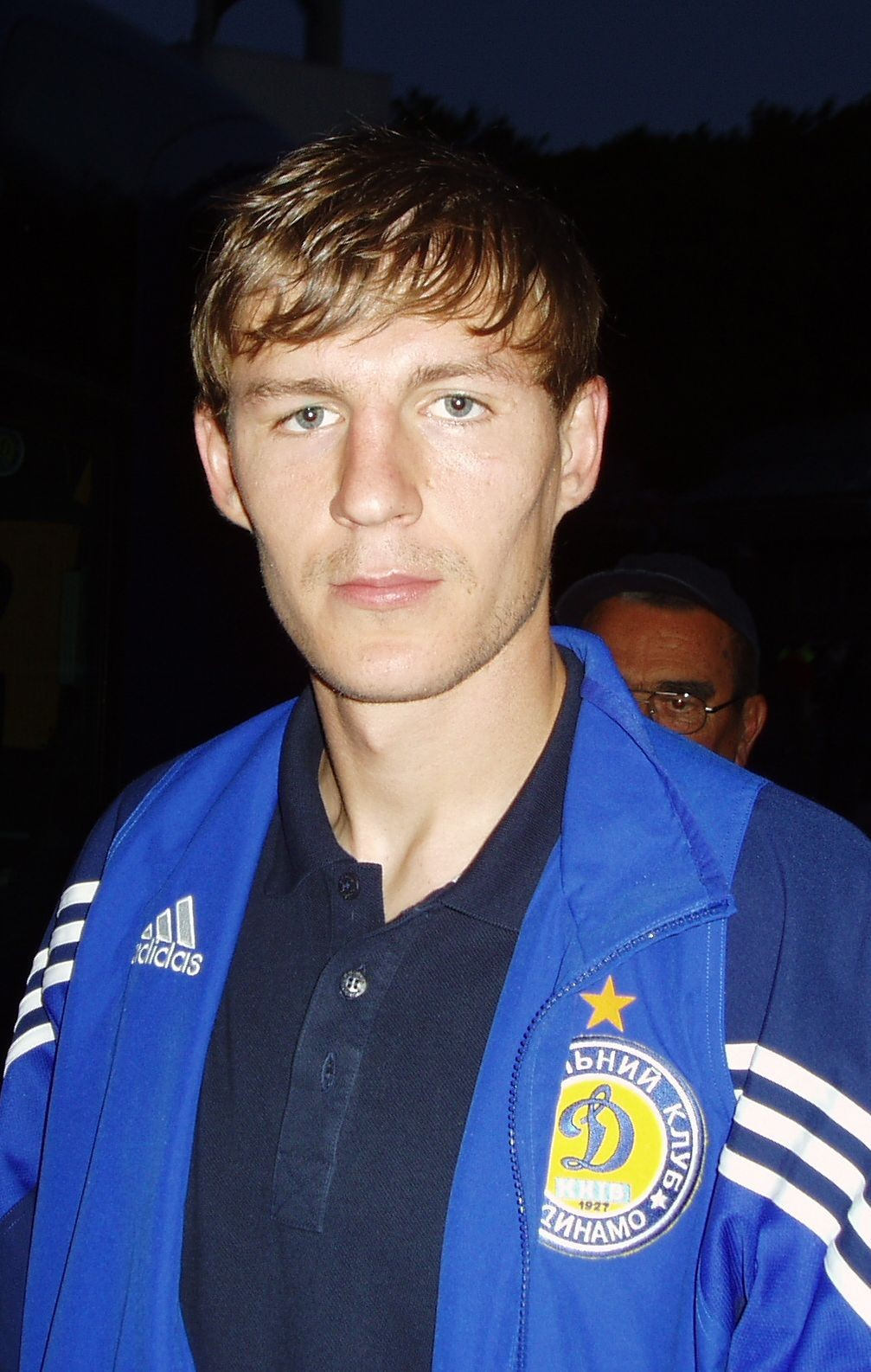
Максим Шацьких під час виступів за «Динамо».

Вдала гра футболіста зацікавила скаутів київського «Динамо», яке прямо посередині сезону, в липні 1999 року, викупило контракт футболіста. Вже через добу, 24 липня 1999 року, Шацьких дебютував в основному складі «Динамо» в матчі чемпіонату проти львівських «Карпат». У стартовому складі Максим дебютував відразу в єврокубках, у кваліфікації з «Жальгірісом», — і відзначився дублем, ставши героєм того матчу. Преса відразу порівняла форварда з Андрієм Шевченком, який якраз перебрався у Мілан. Вдало Шацьких відіграв і в наступному відбірковому етапі, забивши «Ольборгу» і в Данії, і у Києві.
Після такого старту від новачка чекали вдалої гри і в матчах групового етапу, проте надалі в єврокубках Максим перестав багато забивати, відзначившись лише голом в матчі проти леверкузенського «Баєра» у Києві. Щоправда, в чемпіонаті справи в узбецького легіонера йшли успішно — уже в першому сезоні з 20 голами він став найкращим бомбардиром чемпіонату України, а три роки потому повторив і історичний рекорд іншої легенди «Динамо», Сергія Реброва — 22 голи за сезон.
За десять сезонів у «Динамо» Максим двічі ставав найкращим бомбардиром чемпіонатів України, тричі — кубка України, 23 м'ячі забив в єврокубках і 97 — у вищій лізі (серед них 4-хет-трики), ставши найрезультативнішим легіонером «Динамо» в історії і потрапивши до Клубу Олега Блохіна. Крім того, разом з клубом Шацьких став 6-разовим чемпіоном України, 5-разовим володарем національного кубка і 2-разовим володарем Суперкубка, а також отримав українське громадянство.
Влітку 2009 року підписав контракт з «Локомотивом» (Астана), але вже наступного року повернувся до Києва.

### «Арсенал» (Київ)

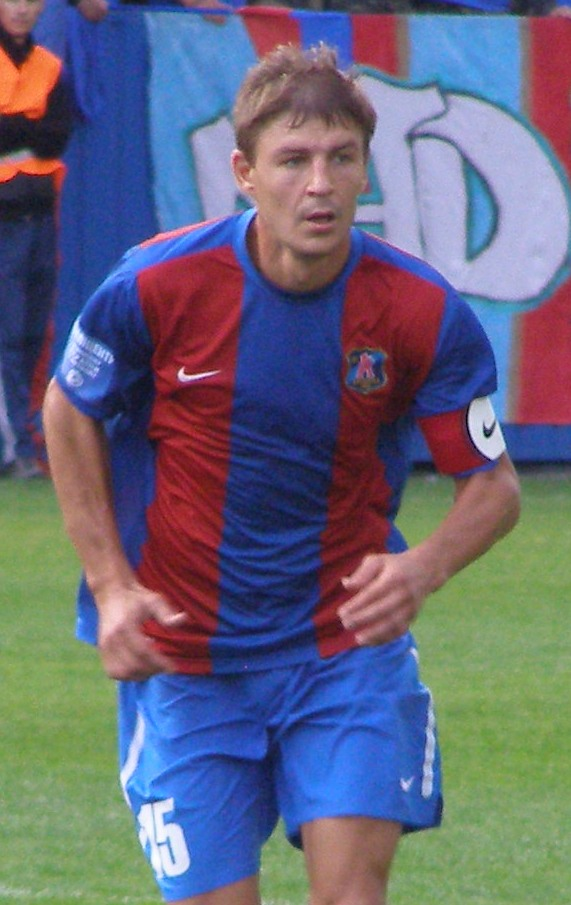
Максим Шацьких під час гри «Арсенал» (Київ) — «Металіст» (Харків). 19 вересня 2010 року

Після повернення в лютому 2010 року в Україну, Шацьких прийняв запрошення Вадима Рабиновича, ставши гравцем Арсеналу. І вже 4 квітня 2010 року, відзначившись забитим голом у грі проти запорізького «Металурга», довів лік м'ячів, забитих у вищому дивізіоні чемпіонату України, до 100 та увійшов таким чином до символічного Клубу Сергія Реброва. В честь цього господар «Арсеналу» вручив Максиму навіть «золотий м'яч»; крім того 2010 року його ім'ям було названо бомбардирський Клуб Максима Шацьких, створений для футболістів-легіонерів українських команд.
15 серпня 2010 року в матчі проти луцької «Волині» (1:1) Максим, забивши на 71-й хвилині гол, встановив рекорд чемпіонатів України — першим забив 100 м'ячів з гри.
А вже 11 вересня 2010 року, в матчі проти «Таврії» (0:1), Максим Шацьких провів 500-й офіційний матч у своїй професійній кар'єрі (матчі за клуби в чемпіонатах, кубках, єврокубках і за збірну Узбекистану), у яких забив 217 м'ячів.
Матч проти «Іллічівця» (3:1), 20 березня 2011 року, став для Шацьких ювілейним, 250-м зіграним у прем'єр-лізі чемпіонатів України. У цій грі на 43 хвилині Шацьких відзначився голом у ворота суперника, який став 109-м голом Максима в чемпіонатах України.
У сезоні 2011—12 Шацьких забив три м'ячі і допоміг команді вперше в своїй історії вийти до єврокубків.
14 січня 2013 року на офіційному сайті одеського «Чорноморця» з'явилася інформація про те, що Максим Шацьких, який декілька років тому отримав українське громадянство, підписав з клубом контракт, розрахований на 2,5 роки. 16 березня 2013 року дебютував за «Чорноморець» у матчі проти клубу «Шахтар» (Донецьк). 1 червня 2013 року, зігравши у сімох матчах за клуб та не вписавшись у тактичні побудови Романа Григорчука, з обопільної згоди розірвав контракт з ФК «Чорноморець» та повернувся знову до «Арсеналу».

### «Говерла» (Ужгород)
Наприкінці 2013 року у пресі було повідомлено, що Максим Шацьких підписав контракт з ужгородською «Говерлою» терміном на 2,5 роки.
Дебютував у матчі 19 туру чемпіонату проти запоріжського «Металурга». У цьому матчі відзначився й дебютним голом, який забив на 59 хвилині матчу. У матчі 28 туру ужгородці здобули розгромну перемогу, перемігши з рахунком 6:0 луцьку «Волинь». Шацьких відзначився голом на 3 хвилині, а потім двома гольовими передачами на 29 і 36 хвилинах. У наступному матчі подарував нічию своєму клубу, віддавши гольову передачу на 93 хвилині матчу з «Чорноморцем».
Наступний сезон почав з голу на 15 хвилині в ворота «Карпат». У наступному матчі, з «Металургом», забив гол на 86 хвилині. Відзначився голом й у кубковому матчі проти «Черкаського Дніпра». У матчі проти «Іллічівця» відзначився гольовою передачею. Забив гол у 8 турі в ворота луганської «Зорі».
У другі половині чемпіонату віддав гольовий пас на 70 хвилині матчу проти «Металіста». У матчі проти «Волині» відзначився гольовим пасом на 28 хвилині і отримав жовту картку на 66. Закінчив сезон матчем 26 туру проти дніпропетровського «Дніпра».

## Збірна
Грав у всіх збірних Узбекистану — від юнацької до молодіжної.
У 1999 році в віці 20 років дебютував у національній команді Узбекистану, в першому ж матчі забивши збірній Азербайджану 3 голи. Всього у перших чотирьох матчах за збірну молодий Шацьких відзначитися голами 8 разів.
У 2003 році його вперше визнавали Гравцем року в Узбекистані.
У 2005 році узбецький форвард потрапив до трійки найкращих гравців Азії (під № 2).
15 жовтня 2008 року забив свій 30-й гол за збірну Узбекистану в матчі групового турніру Чемпіонату світу 2010 проти збірної Японії, тим самим обійшов Мирджалола Касимова (29 голів) в списку найкращих бомбардирів в історії збірної.
Разом зі збірною — півфіналіст Кубка Азії 2011 року, на якому був капітаном і забив один гол.
Всього за збірну Узбекистану провів 60 матчів, у яких забив 34 м'ячі.

## Статистика виступів

### Клубна

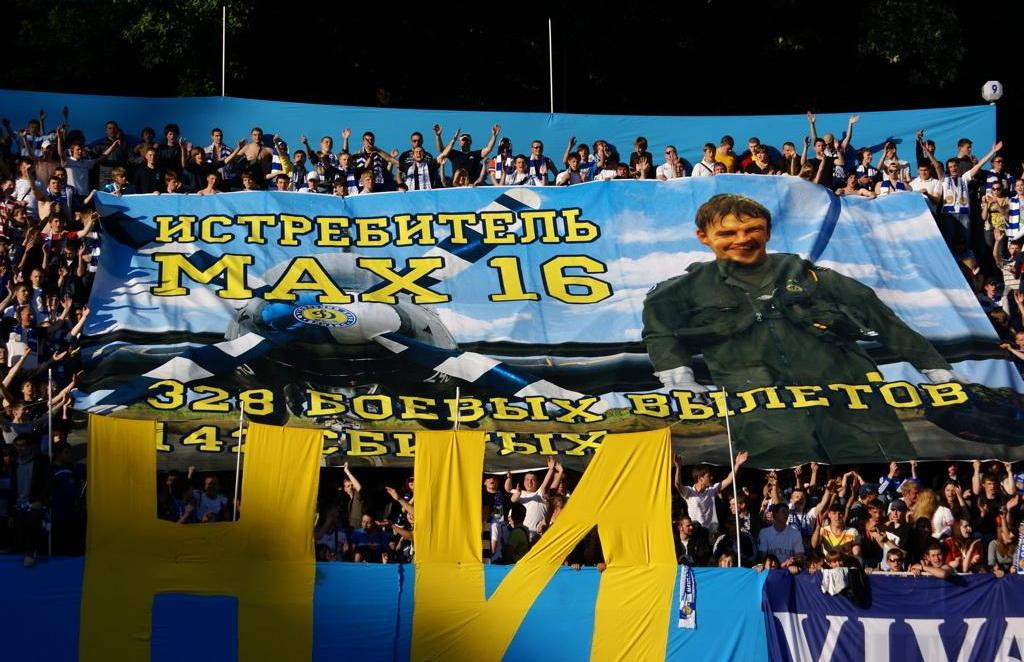
Банер уболівальників «Динамо» (Київ) на честь уходу з клубу Максима Шацьких. 26 травня 2009 року

Станом на 13 квітня 2013 року
| Клуб              | Сезон             | Чемпіонат | Чемпіонат | Кубок | Кубок | Єврокубки | Єврокубки | Суперкубок | Суперкубок | Всього | Всього |
| Клуб              | Сезон             | Ігри      | Голи      | Ігри  | Голи  | Ігри      | Голи      | Ігри       | Голи       | Ігри   | Голи   |
| ----------------- | ----------------- | --------- | --------- | ----- | ----- | --------- | --------- | ---------- | ---------- | ------ | ------ |
| ЮТКО              | 1995              | 34        | 22        | -     | -     | -         | -         | -          | -          | 34     | 22     |
| Чіланзар          | 1995              | 4         | 3         | -     | -     | -         | -         | -          | -          | 4      | 3      |
| Сокіл             | 1996              | 12        | 0         | 1     | 0     | -         | -         | -          | -          | 13     | 0      |
| Торпедо           | 1996              | 4         | 0         | -     | -     | -         | -         | -          | -          | 4      | 0      |
| Лада              | 1997              | 22        | 9         | -     | -     | -         | -         | -          | -          | 22     | 9      |
| Газовик-Газпром   | 1998              | 27        | 9         | -     | -     | -         | -         | -          | -          | 27     | 9      |
| Балтика           | 1999              | 19        | 5         | 1     | 3     | -         | -         | -          | -          | 20     | 8      |
| Динамо            | 1999-00           | 25        | 20        | 4     | 4     | 15        | 5         | -          | -          | 44     | 29     |
| Динамо            | 2000-01           | 14        | 3         | -     | -     | 7         | 2         | -          | -          | 21     | 5      |
| Динамо            | 2001-02           | 17        | 7         | 6     | 5     | 1         | 0         | -          | -          | 24     | 12     |
| Динамо            | 2002-03           | 29        | 22        | 7     | 5     | 12        | 5         | -          | -          | 48     | 32     |
| Динамо            | 2003-04           | 21        | 10        | 3     | 3     | 8         | 3         | -          | -          | 32     | 16     |
| Динамо            | 2004-05           | 29        | 11        | 5     | 0     | 8         | 1         | -          | -          | 42     | 12     |
| Динамо            | 2005-06           | 22        | 5         | 2     | 0     | 2         | 1         | 1          | 0          | 27     | 6      |
| Динамо            | 2006-07           | 29        | 9         | 3     | 2     | 10        | 5         | 1          | 0          | 43     | 16     |
| Динамо            | 2007-08           | 23        | 10        | 6     | 3     | 7         | 1         | -          | -          | 36     | 14     |
| Динамо            | 2008-09           | 6         | 0         | 1     | 0     | 3         | 0         | 1          | 0          | 11     | 0      |
| Всього за Динамо  | Всього за Динамо  | 215       | 97        | 37    | 22    | 73        | 23        | 3          | 0          | 328    | 142    |
| Локомотив         | 2009              | 15        | 8         | 1     | 1     | -         | -         | -          | -          | 16     | 9      |
| «Арсенал» (Київ)  | 2009-10           | 13        | 4         | -     | -     | -         | -         | -          | -          | 13     | 4      |
| «Арсенал» (Київ)  | 2010-11           | 28        | 9         | 3     | 0     | -         | -         | -          | -          | 31     | 9      |
| «Арсенал» (Київ)  | 2011-12           | 24        | 3         | 3     | 1     | -         | -         | -          | -          | 27     | 4      |
| «Арсенал» (Київ)  | 2012-13           | 18        | 5         | 2     | 0     | 2         | 0         | -          | -          | 21     | 5      |
| Всього за Арсенал | Всього за Арсенал | 83        | 21        | 8     | 1     | 2         | 0         | -          | -          | 93     | 22     |
| Чорноморець       | 2012-13           | 4         | 0         | -     | -     | -         | -         | -          | -          | 4      | 0      |
| Всього за кар'єру | Всього за кар'єру | 401       | 149       | 48    | 27    | 75        | 23        | 3          | 0          | 527    | 199    |

## Титули та досягнення

### Як гравець

#### Командні
- Чемпіон України (5): 2000, 2001, 2003, 2004, 2007, 2009
- Срібний призер чемпіонату України (4): 2002, 2005, 2006, 2008
- Володар Кубку України (5): 2000, 2003, 2005, 2006, 2007
- Фіналіст Кубку України (2): 2002, 2008
- Володар Суперкубку України: 2004, 2006
- Срібний призер чемпіонату Казахстану: 2009

#### Індивідуальні
- Найкращий узбецький футболіст (4): 2003, 2005, 2006, 2007
- Найкращий бомбардир чемпіонату України (2): 2000, 2003
- Засновник Клубу легіонерів-бомбардирів, як перший іноземний футболіст який забив 100 м'ячів в складах українських команд: 171 заліковий гол.
- Член Клубу Олега Блохіна: 171 заліковий гол.
- Найкращий бомбардир в історії чемпіонатів України: 123 голи[7]
- Другий найкращий бомбардир в історії збірної Узбекистану: 34 голи

### Як тренер
- Чемпіон Узбекистану (2): 2022, 2023

## Виноски
1. ↑  Transfermarkt.de — 2000.
2. ↑  Carpe diem. Максим Шацких — в «Клубе 100»!. Архів оригіналу за 7 квітня 2010. Процитовано 11 квітня 2010.
3. ↑  Максим Шацьких став «моряком» (рос.) . Офіційний сайт «Чорноморця». Архів оригіналу за 25 червня 2013. Процитовано 14 січня 2013. {{cite web}}: Зовнішнє посилання в |publisher= (довідка)
4. ↑  Шацьких повернувся в «Арсенал» — офіційно
5. ↑  Говерла підписала Шацьких. «Закарпаття Онлайн». Архів оригіналу за 1 лютого 2014. Процитовано 21 січня 2014. {{cite web}}: Зовнішнє посилання в |publisher= (довідка)
6. ↑  Maksim Shatskikh — Goals in International Matches. Архів оригіналу за 25 вересня 2017. Процитовано 1 липня 2012.
7. ↑  УПЛ відібрала у Шацьких один гол - Ребров став найкращим бомбардиром в історії чемпіонату. Архів оригіналу за 29 квітня 2021. Процитовано 29 квітня 2021. [Архівовано 2021-04-29 у Wayback Machine.]